# Papilio machaon
Il macaone (Papilio machaon Linnaeus, 1758) è un lepidottero appartenente alla famiglia Papilionidae.

## Descrizione

### Uova

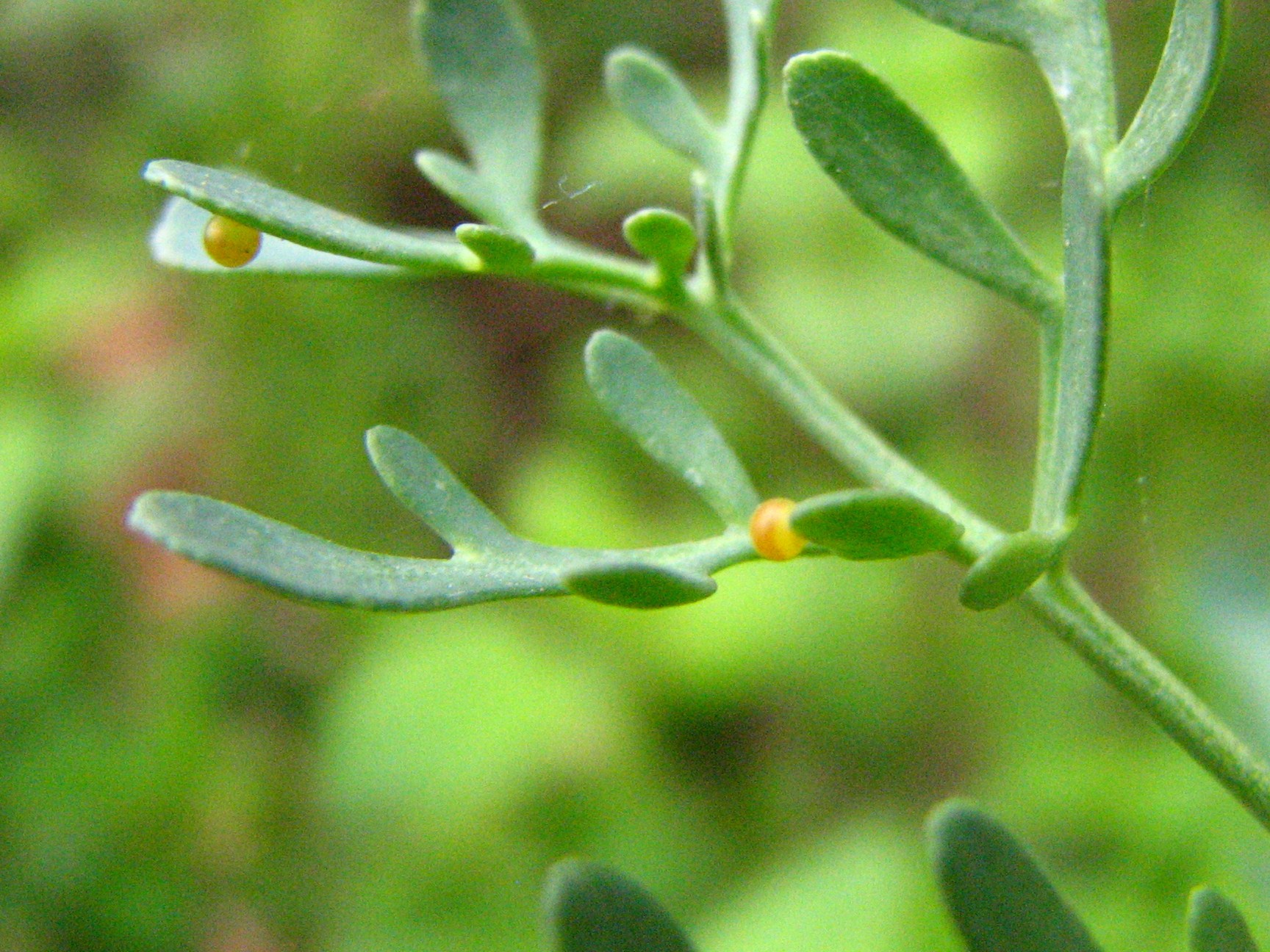
Uova

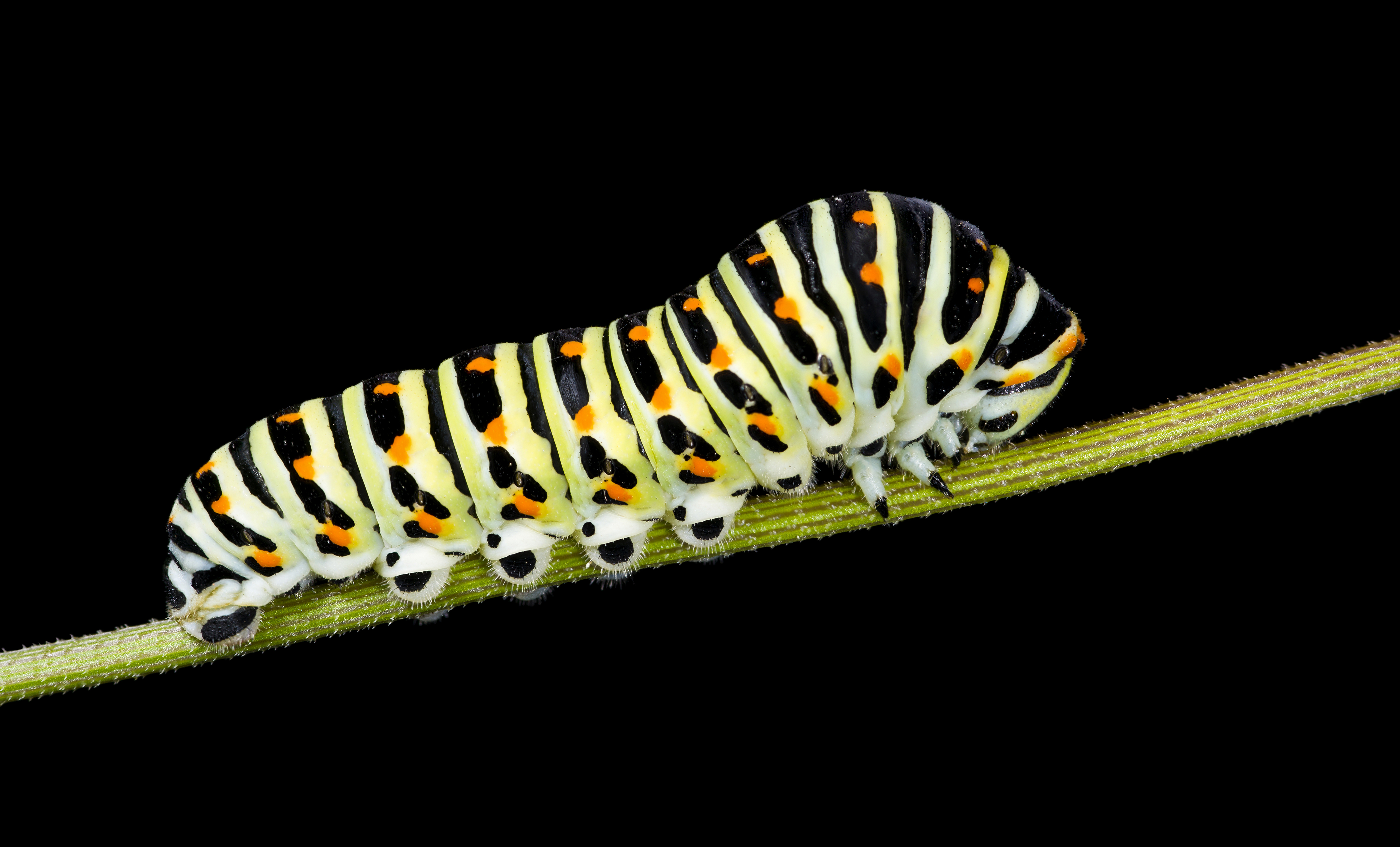
Bruco

Le uova di macaone vengono generalmente deposte sulla pianta nutrice, sono di piccole dimensioni e di colore giallo-arancio. Con il progressivo sviluppo della larva, le uova cambiano colore assumendo una colorazione nera poco prima dell'uscita della larva. La larva di macaone utilizza fin da subito il suo apparato masticatorio per degradare e ingerire la parete dell'uovo, che costituirà la sua prima fonte di nutrimento. 

### Bruco
Il bruco appena slarvato é di colore nero, presenta delle spine lungo il dorso ed è lungo pochi mm. In questa forma si nutre abbondantemente della pianta nutrice, assumendo dimensioni sempre maggiori. In seguito a 3 o 4 mute, il bruco diventato maturo acquisisce un colore azzurro-verde e presenta un preciso motivo ad anelli neri punteggiati di arancione sulla porzione dorsale. Raggiunge una lunghezza massima di 6 cm, dopodiché si impupa formando la crisalide.

### Pupa o crisalide

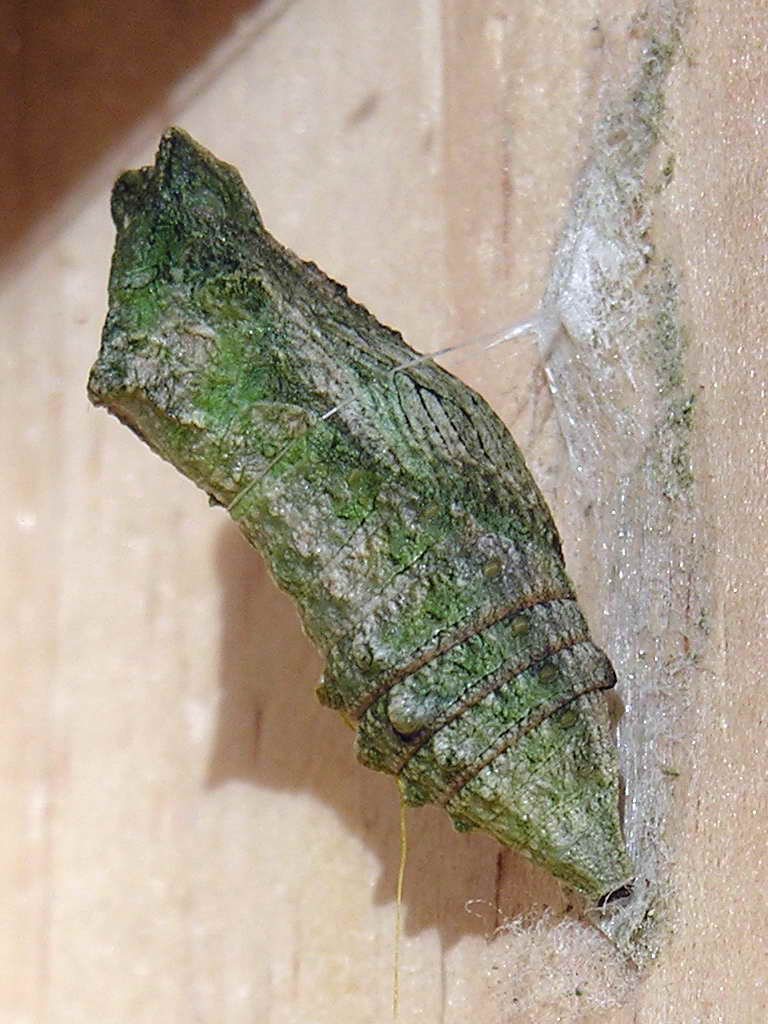
Crisalide

Nei giorni precedenti l'impupamento, il bruco si nutre della pianta nutrice in maniera abbondante, espellendo un elevato quantitativo di feci di colore verde scuro e dalla forma sferica. Ad un certo punto il bruco smette di nutrirsi e, insieme alle sue feci, espelle un liquido semitrasparente di colore verde. Questo evento precede la successiva metamorfosi in crisalide. In questa fase il bruco aumenta la sua motilità con lo scopo di ricercare il punto più adatto per impuparsi. Una volta trovato, il bruco si lega al supporto (es. ramo, stelo, ma anche superfici inerti) tessendo un reticolo di seta a livello dell'estremità inferiore del corpo. Inoltre, tesse una sorta di cintura che permette di sostenere anche la parte superiore del corpo al supporto. A questo punto, nel giro di 24-48 ore, il bruco riduce il suo volume ed effettua l'ultima muta, trasformandosi da bruco a crisalide. La crisalide può assumere colore verde o bruno. Progressivamente la crisalide diventa trasparente, lasciando intravedere il colore delle ali della farfalla. In base alla stagione, la metamorfosi da crisalide a farfalla può avvenire nel giro di 10-15 giorni o anche mesi.

### Adulto
Con i suoi quasi 8 centimetri di apertura alare massima, non è difficile incontrarla e notarla soprattutto nelle campagne o in collina dall'inizio della primavera (periodo in cui le crisalidi sfarfallano), fino ad autunno inoltrato. Il maschio e la femmina sono molto simili tra loro, sono distinguibili dalle dimensioni e dalla forma dell'addome, nel maschio più affusolato e a punta, nelle femmine più arrotondato.

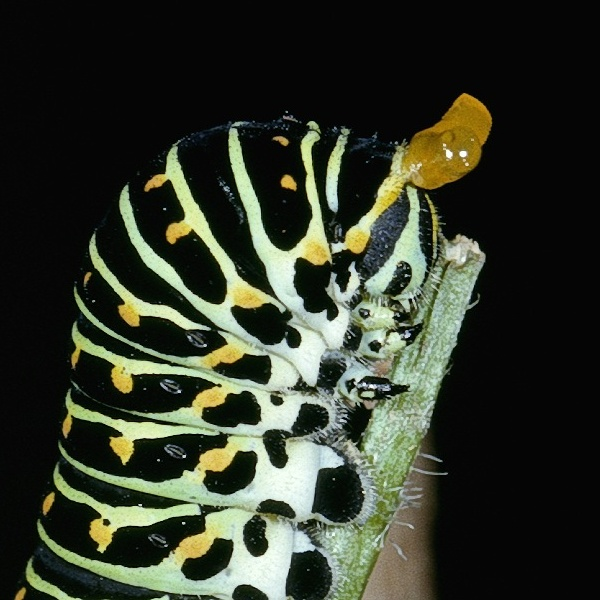
Osmeterium estroflesso a scopo difensivo

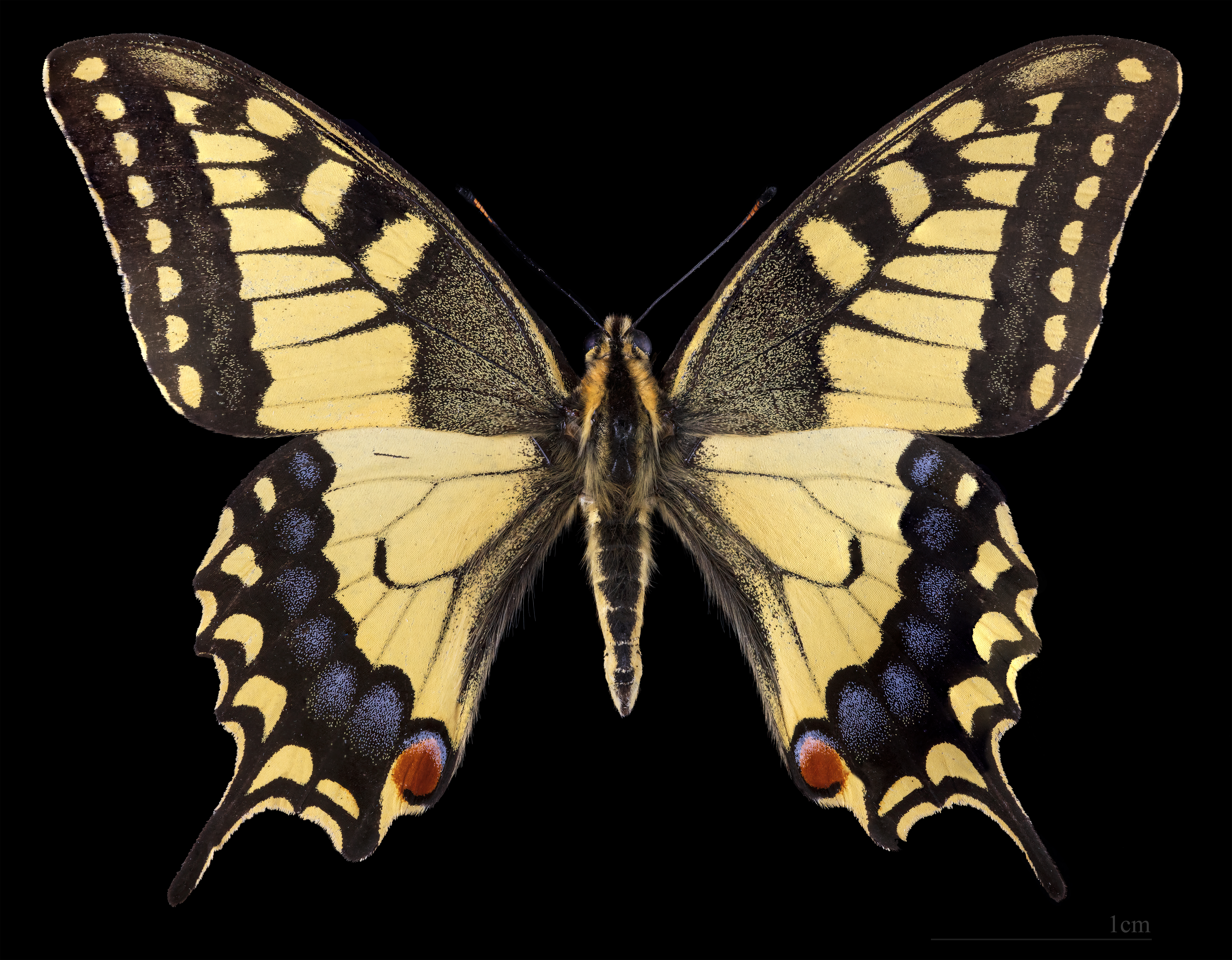
♂
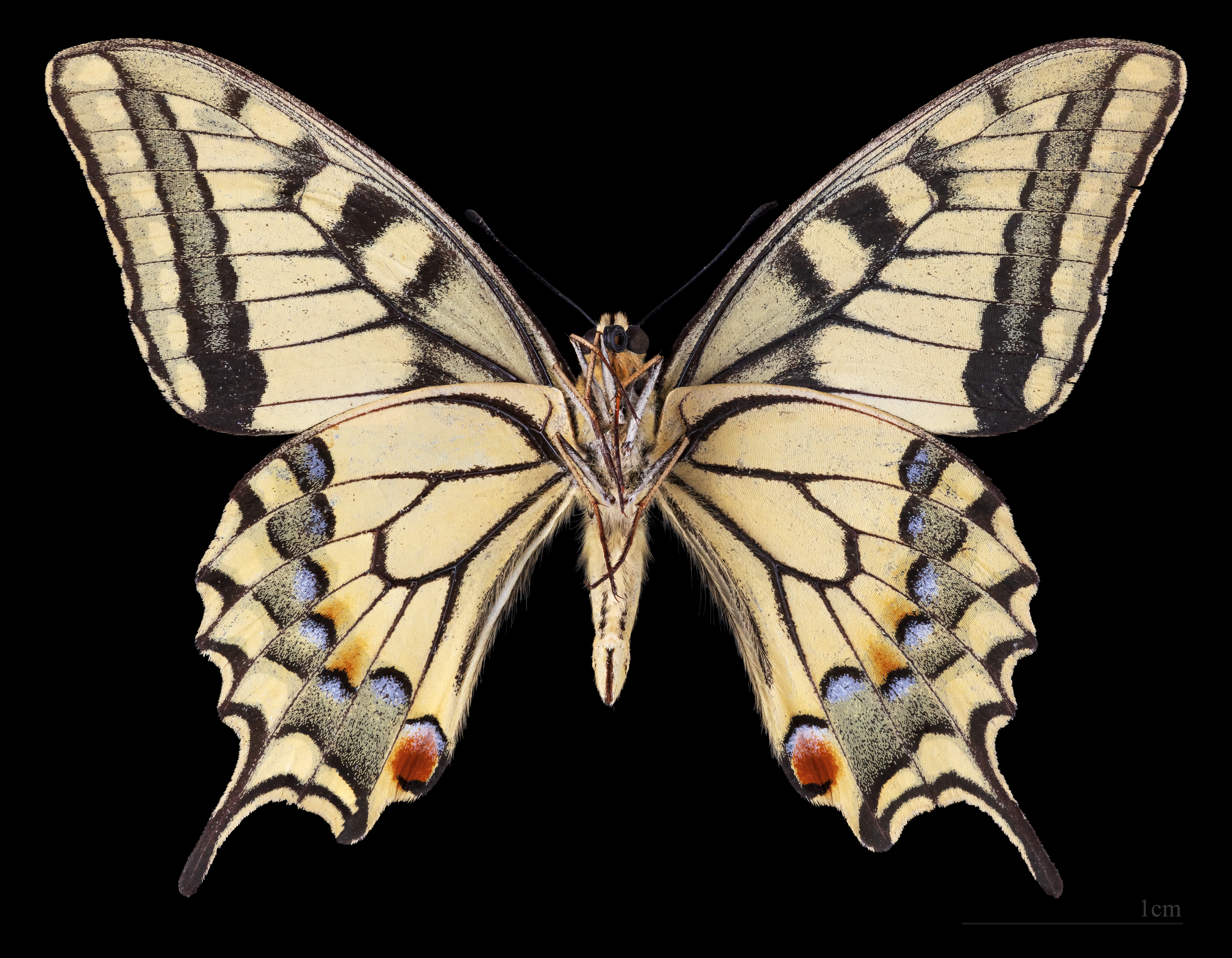
♂ △
♀

## Biologia

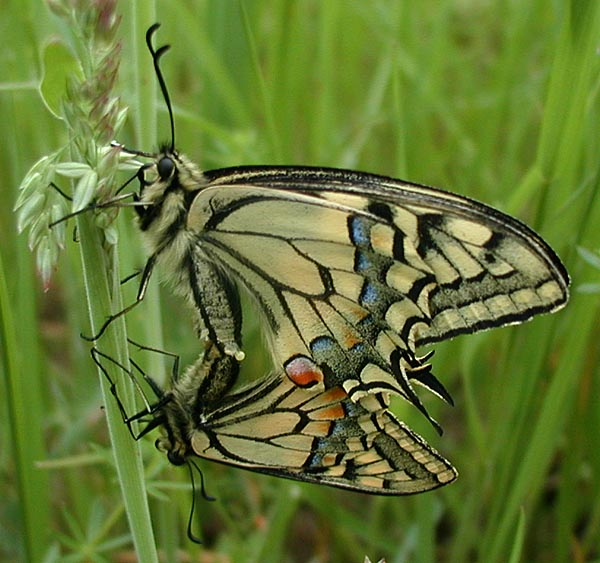
Coppia di Papilio machaon
in fase di copula

I bruchi si nutrono di Apiaceae, come ad esempio il finocchio e la carota, ma non raramente anche di prezzemolo o ruta. Se disturbati, estroflettono da dietro la testa un paio di ghiandole a forma di corno (osmeterium), che emettono un odore repellente provocato dall'acido butirrico che tiene lontani i predatori.
Elegante ed agile nel volo, il maschio è anche difensore del proprio territorio; se vi capitasse di vederne due che volteggiano vicini in audaci acrobazie, probabilmente uno sta cercando di cacciare l'altro.
Anche il Macaone presenta il tipico comportamento da butterfly hilltopping, ovvero cerca di volare sopra il punto più alto del terreno in cui si trova (dominio).

## Distribuzione e habitat
Si rinviene nei prati e nelle paludi di Europa, Asia temperata e Giappone, ed è presente anche nelle regioni artiche o subartiche del Canada e degli Stati Uniti. In Gran Bretagna è molto raro ed è rinvenuto solo nell'est della contea di Norfolk.

## Etimologia
Linneo attribuì a questa farfalla il nome di Macaone (in greco antico: Μαχάων, Macháōn) personaggio della mitologia greca, figlio di Asclepio ed Epione, fratello di Podalirio; era uno dei pretendenti di Elena e morì nella guerra di Troia. Linneo diede inoltre il nome di Podalirio a un'altra specie di farfalle (Iphiclides podalirius).